# Clemens Millauer
Clemens Millauer (* 15. Dezember 1994 in Kirchdorf an der Krems) ist ein österreichischer Snowboarder, der in den Disziplinen Slopestyle und Big Air startet. Er ist zweifacher Olympiastarter (2018, 2022).

## Werdegang
Millauer nimmt seit 2011 an der TTR World Snowboard Tour und seit 2014 Wettbewerben der FIS teil. Dabei holte er in der Saison 2012/13 im Big Air beim Burn Carnival Snowboard Session in Rijeka und im Slopestyle beim Hochkönig Style Championship in Hochkönig seine ersten Siege. Bei den Snowboard-Weltmeisterschaften 2015 am Kreischberg belegte er den 33. Platz im Big Air. In der Saison 2015/16 siegte er im Slopestyle beim Blue Tomato Plan P in Schladming und im Big Air beim Europacup in Kopaonik.
Zudem errang er den zweiten Platz beim Snowboard Fest im Ski resort Šachtičky, den achten Platz beim Air & Style in Innsbruck und den 24. Platz in Los Angeles. Sein Debüt im Snowboard-Weltcup hatte er im März 2016 in Špindlerův Mlýn, das er auf dem 41. Platz im Slopestyle beendete. In der folgenden Saison kam er beim Air & Style in Peking auf den neunten und in Innsbruck auf den 16. Platz.

Im Weltcup erreichte er mit zwei Top-Zehn-Platzierungen bei acht Weltcupstarts den 44. Platz im Freestyle-Weltcup. Beim Saisonhöhepunkt den Weltmeisterschaften 2017 in Sierra Nevada belegte er den 28. Platz im Slopestyle und den 16. Rang im Big Air. Im folgenden Jahr errang er beim Spring Battle in Flachauwinkl den ersten Platz im Slopestyle und bei den Olympischen Winterspielen in Pyeongchang den 31. Platz im Big Air und den 13. Platz im Slopestyle. In der Saison 2018/19 kam er bei fünf Weltcupstarts, dreimal unter den ersten Zehn, darunter Platz drei im Big Air in Peking und errang damit den vierten Platz im Big-Air-Weltcup. Beim Saisonhöhepunkt, den Snowboard-Weltmeisterschaften 2019 in Park City, belegte er den 13. Platz im Slopestyle. Bei den Snowboard-Weltmeisterschaften 2021 kam er auf den 43. Platz im Slopestyle und auf den 17. Rang im Big Air.

Bei den Olympischen Winterspielen 2022 zog sich der 27-Jährige am 13. Februar einen Knöchelbruch zu.
Clemens Millauer ist liiert mit der Snowboarderin Anna Gasser (* 1991).